# Porecatu
Porecatu là một đô thị thuộc bang Paraná, Brasil. Đô thị này có diện tích 291,665 km², dân số năm 2007 là 14358 người, mật độ 51,4 người/km².